# Campionati mondiali di ginnastica artistica 1996
I Campionati mondiali di ginnastica artistica 1996 sono stati la 32ª edizione della competizione. Si sono svolti a San Juan, in Porto Rico.

## Podi
| Evento                 | Oro                            | Punti | Argento                            | Punti         | Bronzo                             | Punti         |
| Maschile               |                                |       |                                    |               |                                    |               |
| Corpo libero           | Vital' Ščėrba                  |       | Aleksej Voropaev                   |               | Hryhorij Misjutin                  |               |
| Cavallo con maniglie   | Pae Gil-su                     |       | Donghua Li                         |               | Aleksej Nemov                      |               |
| Anelli                 | Jury Chechi                    |       | Jordan Jovčev Szilveszter Csollány |               | Non assegnato                      | Non assegnato |
| Volteggio              | Aleksej Nemov                  |       | Yeo Hong-chul Andrea Massucchi     |               | Non assegnato                      | Non assegnato |
| Parallele simmetriche  | Rustam Šaripov                 |       | Aleksej Nemov Vital' Ščėrba        |               | Non assegnato                      | Non assegnato |
| Sbarra                 | Jesús Carballo                 |       | Krasimir Dunev                     |               | Vital' Ščėrba                      |               |
| Femminile              |                                |       |                                    |               |                                    |               |
| Volteggio              | Gina Gogean                    |       | Simona Amânar                      |               | Annia Portuondo                    |               |
| Parallele asimmetriche | Svetlana Chorkina Elena Piskun |       | Non assegnato                      | Non assegnato | Isabelle Severino                  |               |
| Trave                  | Dina Kočetkova                 |       | Alexandra Marinescu                |               | Dominique Dawes Liu Xuan           |               |
| Corpo libero           | Kui Yuanyuan Gina Gogean       |       | Non assegnato                      | Non assegnato | Lavinia Miloșovici Ljubov Šeremeta |               |

## Medagliere

### Complessivo
| Posiz. | Nazione        | Oro | Argento | Bronzo | Totale |
| ------ | -------------- | --- | ------- | ------ | ------ |
| 1      | Russia         | 3   | 2       | 1      | 6      |
| 2      | Romania        | 2   | 2       | 1      | 5      |
| 3      | Bielorussia    | 2   | 1       | 1      | 4      |
| 4      | Italia         | 1   | 1       | 0      | 2      |
| 5      | Ucraina        | 1   | 0       | 2      | 3      |
| 6      | Cina           | 1   | 0       | 1      | 2      |
| 7      | Spagna         | 1   | 0       | 0      | 1      |
| 7      | Corea del Nord | 1   | 0       | 0      | 1      |
| 9      | Bulgaria       | 0   | 2       | 0      | 2      |
| 10     | Ungheria       | 0   | 1       | 0      | 1      |
| 10     | Corea del Sud  | 0   | 1       | 0      | 1      |
| 10     | Svizzera       | 0   | 1       | 0      | 1      |
| 13     | Cuba           | 0   | 0       | 1      | 1      |
| 13     | Francia        | 0   | 0       | 1      | 1      |
| 13     | Stati Uniti    | 0   | 0       | 1      | 1      |
| Totale | Totale         | 12  | 11      | 9      | 32     |